# Cizeta V16T
Cizeta V16T (Cizeta Moroder V16T) — итальянский суперкар, созданный компанией Cizeta Automobili. Концепт суперкара был создан в 1988 году экс сотрудниками Lamborghini, производился в период с 1991 по 1995 год. Всего произведено около 20 единиц. Данный автомобиль является единственным детищем Cizeta Automobili. Cizeta V16T имеет большое сходство с Lamborghini Diablo, т.к. внешность обоих автомобилей создавал легендарный итальянский дизайнер Марчелло Гандини.

## История создания
Название Cizeta-Moroder происходит от написания по-итальянски инициалов конструктора Клаудио Дзамполли (Claudio Zampolli – C.Z. (по-итальянски буквы называются ci – чи и zeta – дзэта)). Знаменитый композитор Джорджо Мородэр (Giorgio Moroder), финансировавший смелый проект, также отметился в названии суперкара, указав свою фамилию целиком. V16T означает, что суперкар оборудован двигателем V16. По факту это были два двигателя V8 от Lamborghini Urraco, объединённые в один общими трансмиссией и впускным коллектором. Такое решение было принято, чтобы избежать разработки собственного двигателя. В автомобиле более чем двухметровой ширины гигантский силовой агрегат мощностью 440 л.с. располагается поперечно позади сидений. Изначально Марчелло Гандини разработал дизайн Cizeta V16T для Lamborghini Diablo, но дизайн не был утвержден руководством Chrysler, которому на тот момент принадлежал Lamborghini. Создавая данный суперкар уже вне Lamborghini, конструкторы поставили себе цель создать наилучший по характеристикам автомобиль и во многом им это удалось.

## Производство
Суперкар производился с 1991 по 1995 год, как и полагалось, данный автомобиль имел ручную сборку. Изначально планировалось выпускать по 40 суперкаров в год, потом эта планка была снижена до 10, но в итоге за неполных 5 лет производства было выпущено всего 20 единиц: 19 купе и всего 1 родстер, именуемый как Spider. 
В 1991 году ценник авто был назначен в размере €250,000 или USD$300,000. Хоть Cizeta V16T уже не производится, до сих пор есть возможность оформить спецзаказ на неё, правда без конкретных сроков его выполнения и за $649,000, или за $849,000 в версии родстер (Spider).